# Duffield Castle

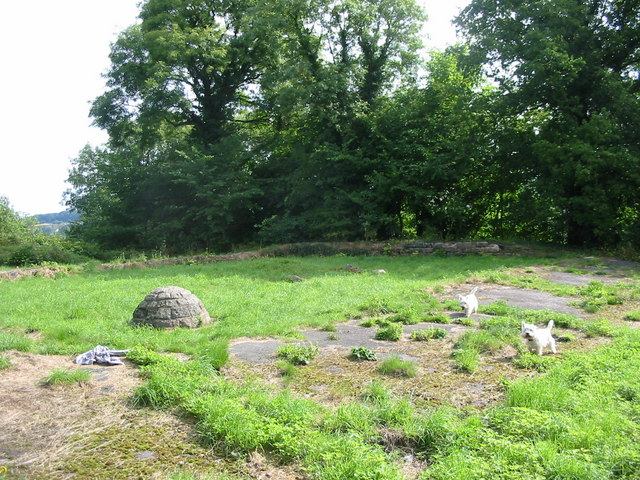
Ruinborg på 2000-talet.

Duffield Castle är en ruinborg i Derbyshire, England. Den byggdes under den normandiska tiden, troligen av Henry de Ferrars, som var tidens största jordägare i Derbyshire. Hans son Robert ärvde borgen 1088. Det finns tecken på att det har funnits en befästning redan före den normandiska erövringen.

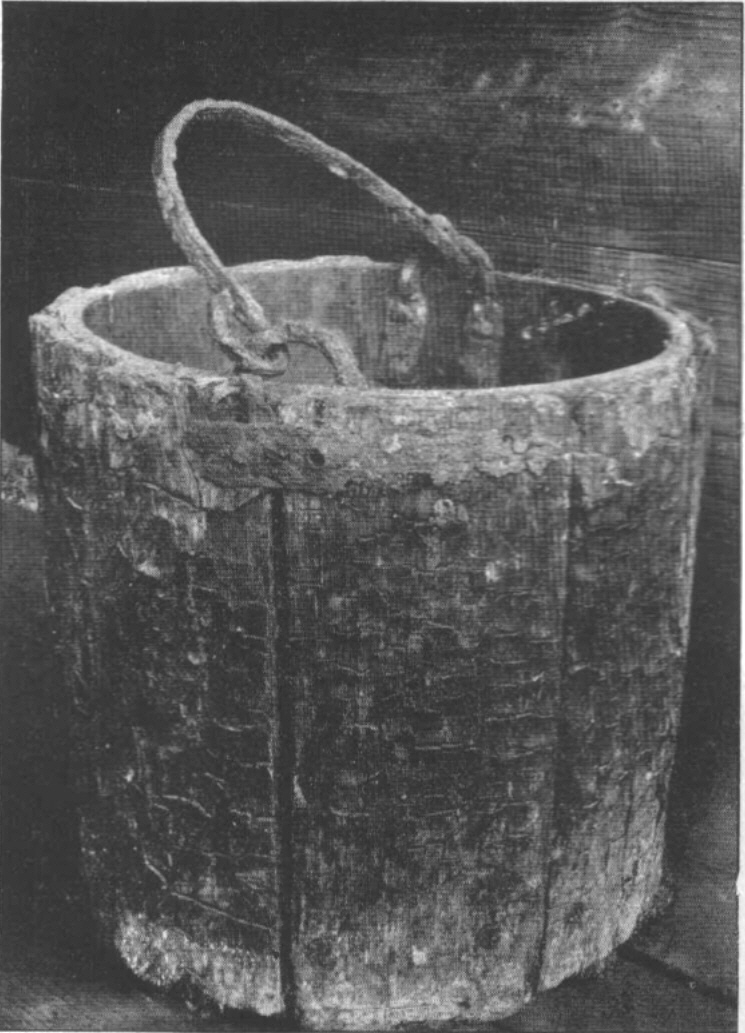
Träämbaren, från den normandiska tiden, finns nu i Derby Museum and Art Gallery.

Ursprungligen hade borgen vallgrav och var ett primitivt slott. På 1200-talet var slottet bland de största i England. Dess murar var fem meter tjocka, och borgens storlek var ca. 33 × 31 meter. Borgen har legat i ruiner sedan Robert de Ferres III uppror mot kungen Henrik III av England. Då förstörde rojalisterna den. National Trust äger borgen sedan 1899.